# تتروکسوپریم
تتروکسوپریم(به انگلیسی: Tetroxoprim) (INN) یک آنتی‌بیوتیک و مشتقی از تری متوپریم است که اولین بار در سال ۱۹۷۹ توصیف شد.